# Fontana delle Tette
La fontana delle Tette (fontana dee tete in veneto) è un'antica fontana scolpita di Treviso, che sotto la dominazione della Repubblica di Venezia spillava vino bianco e rosso in occasione di particolari festeggiamenti.
Una copia della scultura originale, realizzata dallo scultore peruviano Miguel Miranda Quinones nel 1989 a cura di un privato cittadino, è collocata nel cortile di palazzo Zignoli, accessibile dalla galleria che collega il Calmaggiore alla piazzetta della Torre e alla calle del Podestà. Il manufatto originale, per ragioni conservative, è stato collocato invece in una teca sotto il portico del palazzo dei Trecento.

## Storia

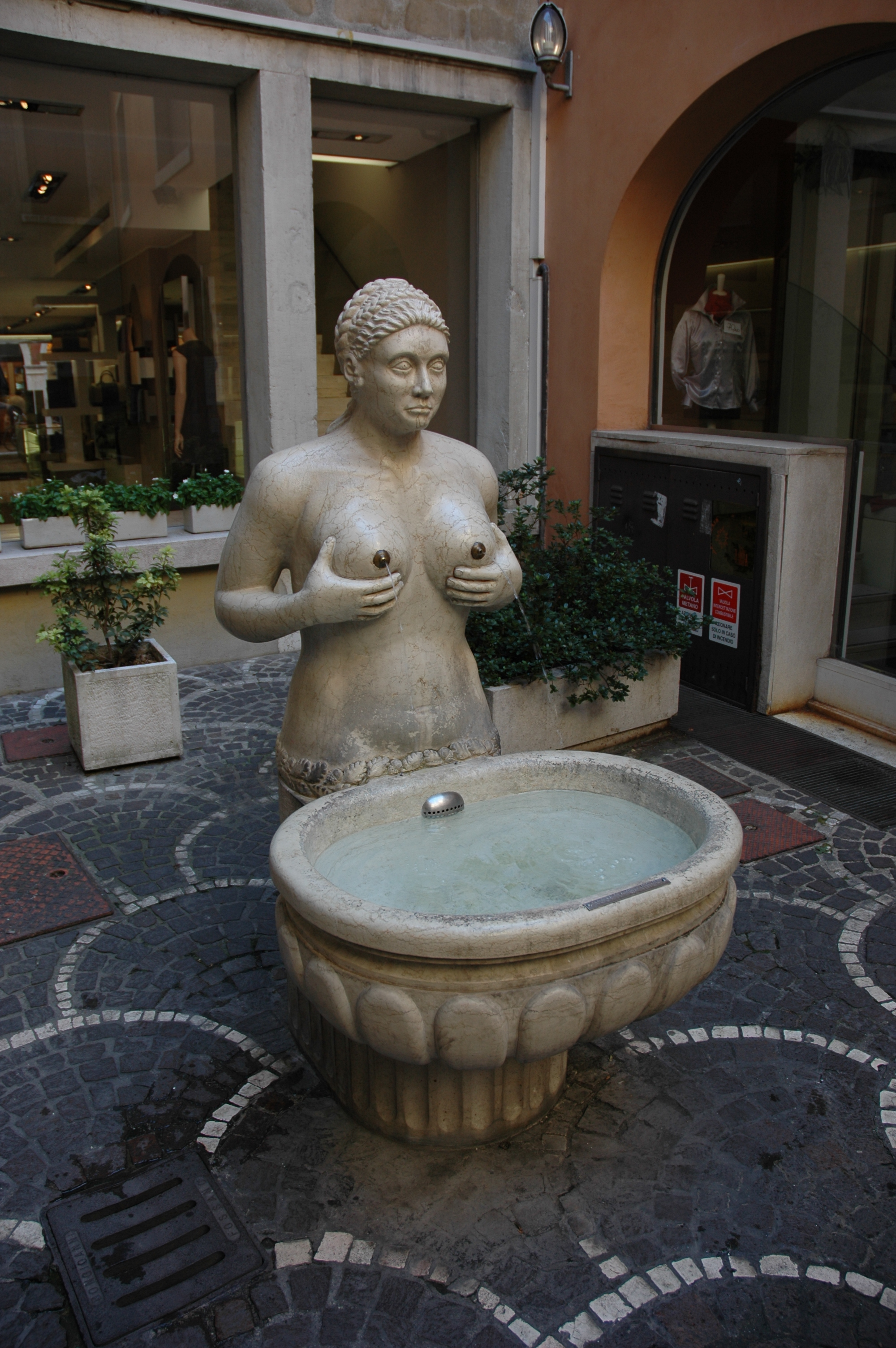
La copia della fontana delle Tette, a palazzo Zignoli nel 2009

La fontana delle Tette fu costruita nel 1559 su ordine di Alvise Da Ponte, podestà di Treviso sotto la Repubblica di Venezia, in seguito a una forte siccità che colpì la città e la campagna circostante. Originariamente la statua era posta all'interno del palazzo Pretorio, in via Calmaggiore.
Da allora fino al 1797, anno della caduta della Repubblica di Venezia, in onore di ogni nuovo Podestà dalla fontana sgorgavano vino rosso da un seno e vino bianco dall'altro e tutti i cittadini potevano bere gratuitamente per tre giorni.
Successivamente venne smantellata e se ne perse la memoria fino al recupero da parte dell'abate Luigi Bailo per poi essere inserita nel Museo Casa da Noal.

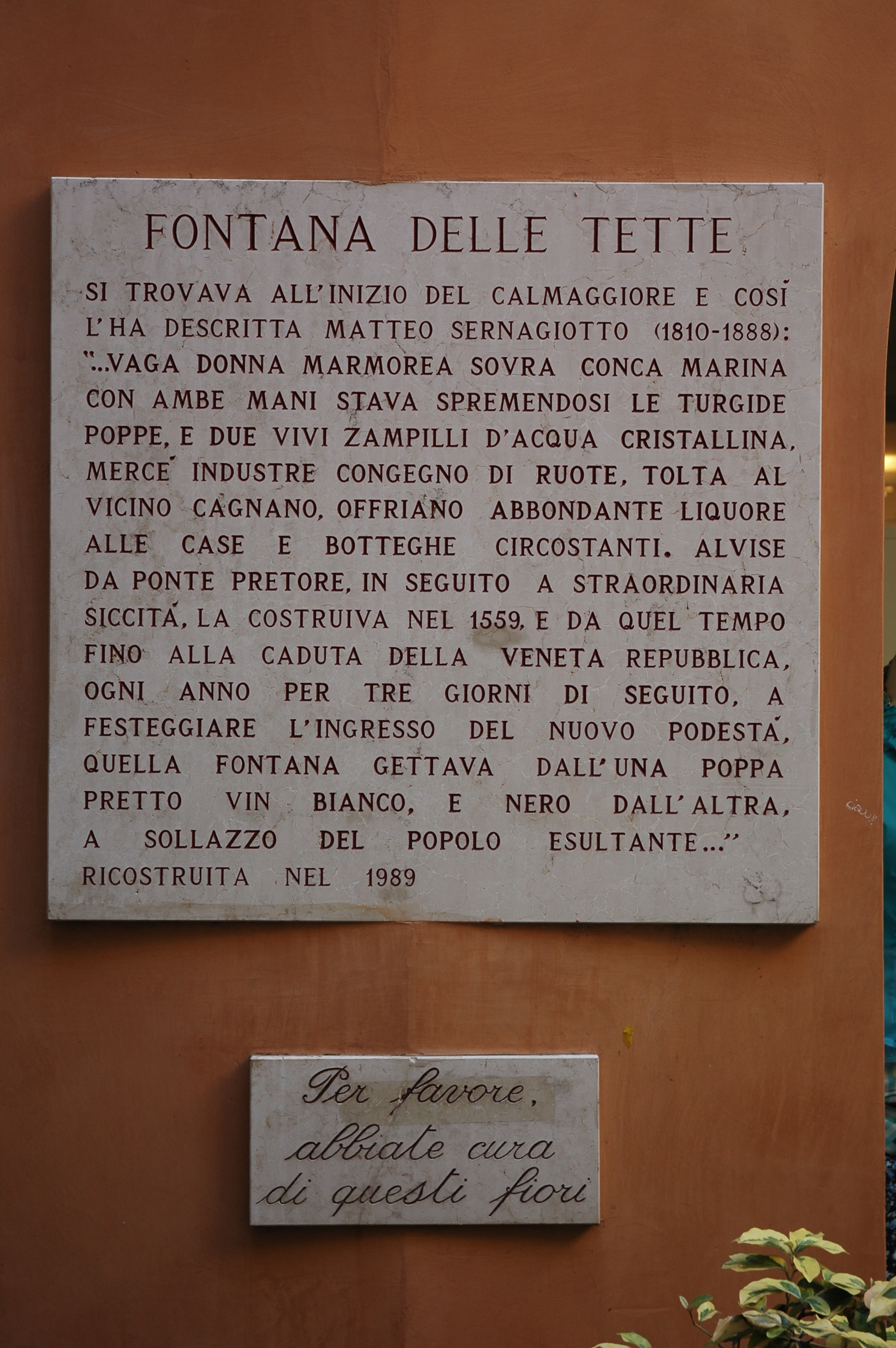
La lapide

Una lapide nel cortile di palazzo Zignoli ricorda: